# Авигея (сестра Давида)
Авиге́я (евр. Абигаил или Абигал ) — ветхозаветный персонаж; дочь Иессея; сестра Давида и Саруии, мать Амессы (евр. Амаса; 1Пар. 2:16, 17); имя её мужа было Иефер (евр. Иетер) Измаильтянин («Иефер, Измаильтянин»; 2:17) или Изреельтянин («Иефер из Изрееля»; 2Цар. 17:25).
Библия повествует, что Иессей родил семь сыновей, седьмым был Давид. А их сёстрами были Саруия (евр. Церуя) и Авигея (1Пар. 2:13—16).
В другом месте библейского текста она — мать Амессы, но дочь Нааса (евр. Нахаш) и жена «Иефера из Изрееля» (2Цар. 17:25).